# Brutblätter
Die Brutblätter (Bryophyllum) sind eine Sektion in der Pflanzengattung Kalanchoe, aus der Familie der Dickblattgewächse (Crassulaceae). Charakteristische Merkmale sind die in den Einbuchtungen der Blattränder gebildeten Brutknospen und die meist hängenden Blüten.

## Beschreibung

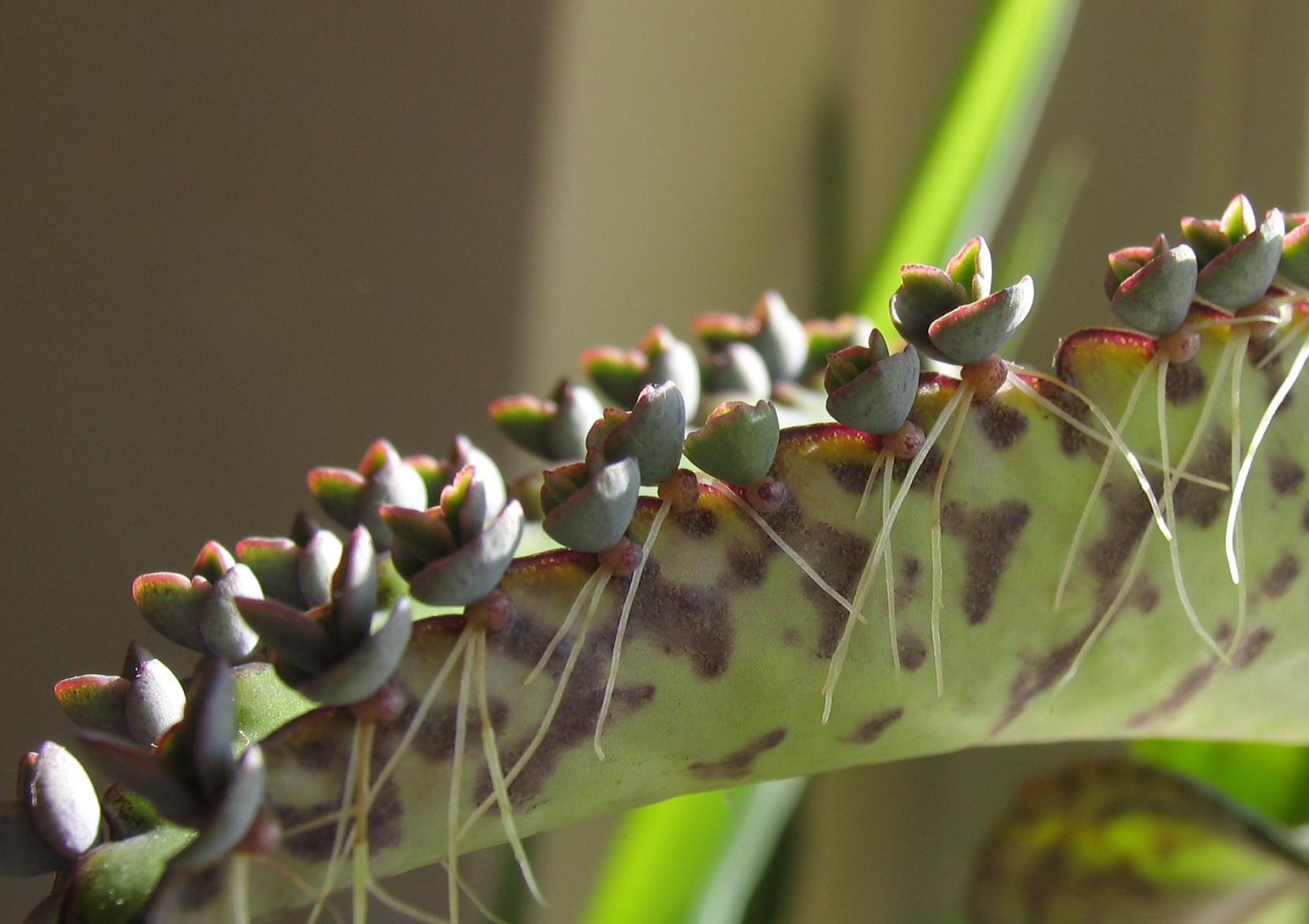
Die in den Einbuchtungen der Blattränder gebildeten Brutknospen von Kalanchoe daigremontiana.

Die Arten der Sektion Bryophyllum sind terrestrisch oder epiphytisch wachsende, zweijährige oder ausdauernde sukkulente Pflanzen, selten sind es Halbsträucher oder Sträucher. Meist ist der Stängel aufrecht. Bei kletternden und schlingenden Arten ist der Stängel dünn und wird oft mehrere Meter lang. Die gegenständig oder quirlig (meist drei Blätter) angeordneten Laubblätter sind sukkulent, einfach, gelappt, fiederschnittig oder gefiedert. In den Einbuchtungen der Blattränder werden oft Brutknospen gebildet. Meist ist ein Blattstiel vorhanden. Nebenblätter fehlen.
Die end- oder achselständigen Blütenstände sind schirmtrauben- oder selten rispenähnlich aufgebaut und enthalten wenige bis viele Blüten. In den Kerben der Blätter oder den Achseln des Blütenstandes werden häufig Brutknospen gebildet. Die großen, meist hängenden, gestielten Blüten sind vierzählig und zwittrig. Die vier Kelchblätter sind selten frei, meist aber zu einer glockig oder blasig aufgetriebenen Röhre verwachsen. Die vier Kronblätter bilden eine meist gerade oder eine etwas erweiterte Kronröhre, die in vier rundlichen, eiförmigen, dreieckig abstehenden oder zurückgebogenen Blütenzipfeln endet, diese sind meist kürzer, selten länger als die Kelchröhre. Es sind zwei Kreise mit je vier Staubblättern vorhanden; diese sind scheinbar unterhalb der Mitte der Kronröhre, selten darüber, angeheftet. Die vier Fruchtblätter sind frei oder an ihrer Basis verwachsen. Die Griffel sind länger als die Fruchtblätter. Es sind Nektarschuppen vorhanden. Die vier Balgfrüchte enthalten viele Samen.

## Verbreitung und Systematik
Mit Ausnahme von Kalanchoe adelae, die auch auf den Komoren verbreitet ist, stammen alle Arten aus Madagaskar und sind dort endemisch. Kalanchoe daigremontiana, Kalanchoe pinnata und Kalanchoe prolifera sind in vielen tropischen Gebieten verwildert.
Folgende Arten lassen sich sicher der Sektion Bryophyllum zuordnen:
| - Kalanchoe adelae Raym.-Hamet - Kalanchoe ambolensis Humbert - Kalanchoe beauverdii Raym.-Hamet - Kalanchoe bergeri Raym.-Hamet & H.Perrier - Kalanchoe bogneri Rauh - Kalanchoe bouvetii Raym.-Hamet & H.Perrier - Kalanchoe campanulata (Baker) Baill. - Kalanchoe curvula Desc. - Kalanchoe cymbifolia Desc. - Kalanchoe daigremontiana Raym.-Hamet & H.Perrier - Kalanchoe delagoensis Eckl. & Zeyh. - Kalanchoe fedtschenkoi Raym.-Hamet & H.Perrier - Kalanchoe gastonis-bonnieri Raym.-Hamet & H.Perrier - Kalanchoe germanae Raym.-Hamet ex Raadts - Kalanchoe laetivirens Desc. - Kalanchoe laxiflora Baker - Kalanchoe macrochlamys H.Perrier - Kalanchoe manginii Raym.-Hamet & H.Perrier | - Kalanchoe marnieriana H.Jacobsen - Kalanchoe miniata Hils. & Bojer ex Tul. - Kalanchoe pinnata (Lam.) Pers. - Kalanchoe poincarei Raym.-Hamet & H.Perrier - Kalanchoe prolifera (Bowie ex Hook.) Raym.-Hamet - Kalanchoe pseudocampanulata Mannoni & Boiteau - Kalanchoe pubescens Baker - Kalanchoe rolandi-bonapartei Raym.-Hamet & H.Perrier - Kalanchoe rosei Raym.-Hamet & H.Perrier - Kalanchoe rubella (Baker) Raym.-Hamet & H.Perrier - Kalanchoe sanctula Desc. - Kalanchoe schizophylla (Baker) Baill. - Kalanchoe serrata Mannoni & Boiteau - Kalanchoe streptantha Baker - Kalanchoe suarezensis H.Perrier - Kalanchoe uniflora (Stapf) Raym.-Hamet - Kalanchoe waldheimii Raym.-Hamet & H.Perrier |

## Botanische Geschichte

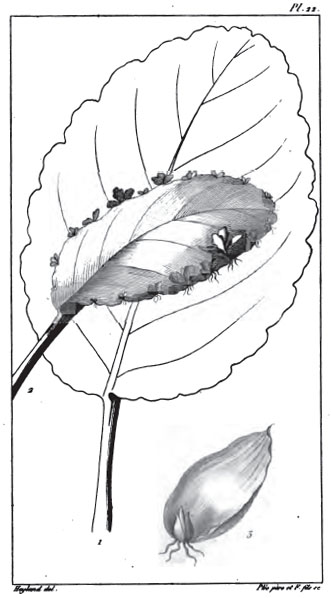
Abbildung von Bryophyllum calycinum auf Tafel 22 in Band 2 von Augustin-Pyrame de Candolles Organographie végétale (1827)

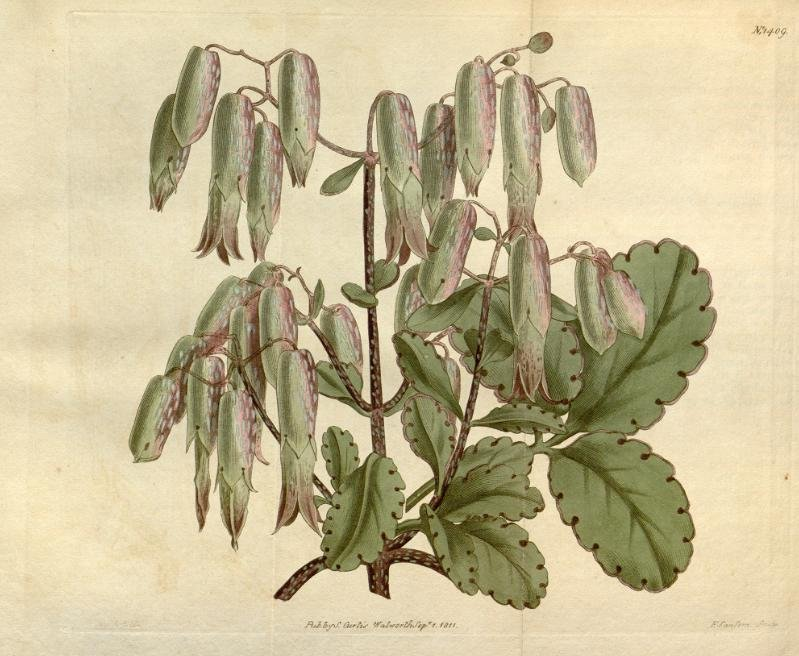
Tafel 1409 mit Bryophyllum calycinum im von William Curtis herausgegebenen Botanical Magazin (Band 34 von 1811)

Richard Anthony Salisbury verfasste 1805 die Erstbeschreibung von Bryophyllum calycinum (heute ein Synonym zu Kalanchoe pinnata) und stellte damit gleichzeitig die neue Gattung Bryophyllum auf. Der wissenschaftliche Name der Gattung bedeutet sprossendes Blatt und leitet sich von den griechischen Worten βρύω (bryein = sprossen, wachsen) und φύλλον (phyllon = Blatt) ab.
Die taxonomische Klassifikation der Gattung Kalanchoe ist problematisch und noch nicht abgeschlossen. Das betrifft insbesondere die Frage, ob Bryophyllum als eigenständige Gattung oder als Sektion der Gattung Kalanchoe behandelt werden sollte.
Raymond-Hamet stellte 1907 als erster die Arten der Gattung Bryophyllum formal in die Gattung Kalanchoe. Pierre Boiteau und Octave Mannoni vereinigten 1948/49 die Gattungen Bryophylloum und Kitchingia mit Kalanchoe und gaben ihnen nach den Nomenklaturregeln den Rang von Sektionen.
Alwin Berger und Hermann August Theodor Harms hingegen hielten 1930 in ihrer Bearbeitung der Familie der Dickblattgewächse für Adolf Englers Die natürlichen Pflanzenfamilien den Status von Bryophyllum als eigenständige Gattung aufrecht.
Eine moderne Monographie der Gattung Kalanchoe fehlt.
Johann Wolfgang von Goethe lernte Bryophyllum calycinum im Botanischen Garten Belvedere kennen. Dort beobachtete er 1818 die Bildung von kleinen Pflänzchen, die an den Blatträndern der Mutterpflanze herauswuchsen. Bis zu seinem Tod beschäftigte er sich immer wieder, wie nachgelassene Manuskripte zeigen, mit der Pflanze. An Marianne von Willemer, der er 1826 ein Blatt schickte, schrieb er eine kurze „Pflegeanleitung“:
„Flach auf guten Grund gelegt,
Merke wie es Wurzel schlägt!“

## Medizinische Verwendung
Die Arten Kalanchoe pinnata und Kalanchoe daigremontiana finden medizinische Verwendung. Seit Jahrzehnten wird insbesondere Kalanchoe pinnata in der Anthroposophischen Medizin zur Wehenhemmung (Tokolyse) eingesetzt. Zahlreiche weitere positive Eigenschaften werden beschrieben, wie die Wirksamkeit bei Leishmaniose, Gelbsucht (Hepatitis), Bluthochdruck (arterieller Hypertonus) und bei  der Wundheilung. Kalanchoe pinnata wird deswegen seit langem in der traditionellen Medizin Afrikas, Indiens, Chinas und Australiens eingesetzt. Darüber hinaus werden antidiabetische, antibakterielle, immunosuppressive, antimutagene und Effekte bei Tumorerkrankungen beschrieben, die aber zum Teil noch Gegenstand  experimenteller Untersuchungen sind.

## Nachweise